# Гонсало Гомес де Эспиноса
Гонсало Гомес де Эспиноса (исп. Gonzalo Gómez de Espinosa) — испанский военный и мореплаватель, участник экспедиции Магеллана.

## Биография
Родился в 1479 году в городе Эспиноса-де-лос-Монтерос. Королевским указом от 19 апреля 1519 года был назначен на должность главного альгвасила флотилии Магеллана. Ему было поручено набрать моряков для экспедиции, которая в этом же году отправилась в первое кругосветное плавание.
Должность главного альгвасила обязывала Эспиносу представлять в экспедиции интересы короля и следить за порядком. Когда в начале апреля некоторые офицеры и матросы подняли бунт против Магеллана, Эспиноса не присоединился к ним. Напротив, он принял более чем активное участие в подавлении бунта — Магеллан отправил его на шлюпке с пятью надёжными людьми на корабль Виктория, якобы для того, чтобы вручить мятежному капитану Луису де Мендосе приглашение прибыть на переговоры. Однако когда Мендоса начал его читать, Эспиноса нанёс ему удар ножом в шею, а один из прибывших матросов добил мятежника. Вскоре подошла ещё одна шлюпка с верными Магеллану людьми под командованием Дуарте Барбозы и корабль был захвачен, а бунт вскоре подавлен.
Эспиносе удалось выжить в трудном плавании через Тихий океан и ряде сражений с туземцами, в ходе которых погибло множество офицеров экспедиции, в том числе Барбоза и сам Магеллан. Помимо своих основных обязанностей, он выполнял и другие — например, был отправлен в качестве посла к правителю Борнео, а в сентябре 1521 года стал начальником экспедиции. К тому времени в её составе осталось всего два корабля из пяти — Виктория и Тринидад, на котором находился сам Эспиноса. В ноябре того же года корабли достигли Тидоре, а в декабре попытались отплыть дальше, но на «Тринидаде» началась сильная течь, из-за чего он вынужден был остаться для ремонта, а «Виктория» под командованием Хуана Себастьяна Элькано отправилась на запад, чтобы в обход Африки достичь Испании.
Ремонт «Тринидада» затянулся, и лишь 6 апреля 1522 года он отплыл, но не вслед за «Викторией», а на восток, к испанским владениям в Панаме. Корабль попал в полосу встречных ветров, многие моряки на нём умерли. Пришлось повернуть назад, на Молуккские острова, где через несколько месяцев корабль и уцелевшие члены команды был захвачены португальцами. Несколько лет они провели в плену, сначала в португальских владениях в Азии, потом в Лиссабоне, и почти все погибли, лишь нескольким удалось вернуться на родину. Эспиноса был освобождён в 1527 году, за свои заслуги получил от испанского короля пожизненную пенсию.
Точный год смерти Гонсало Гомеса де Эспиносы неизвестен, однако в 1538 году он был ещё жив и исполнял обязанности королевского офицера.